# Hydroxizin

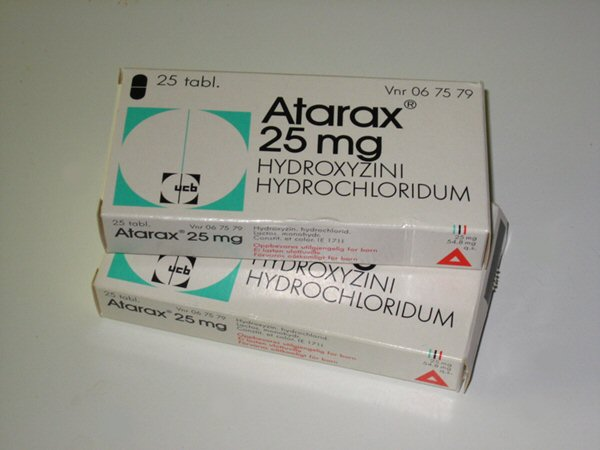
Atarax filmdragerade tabletter.

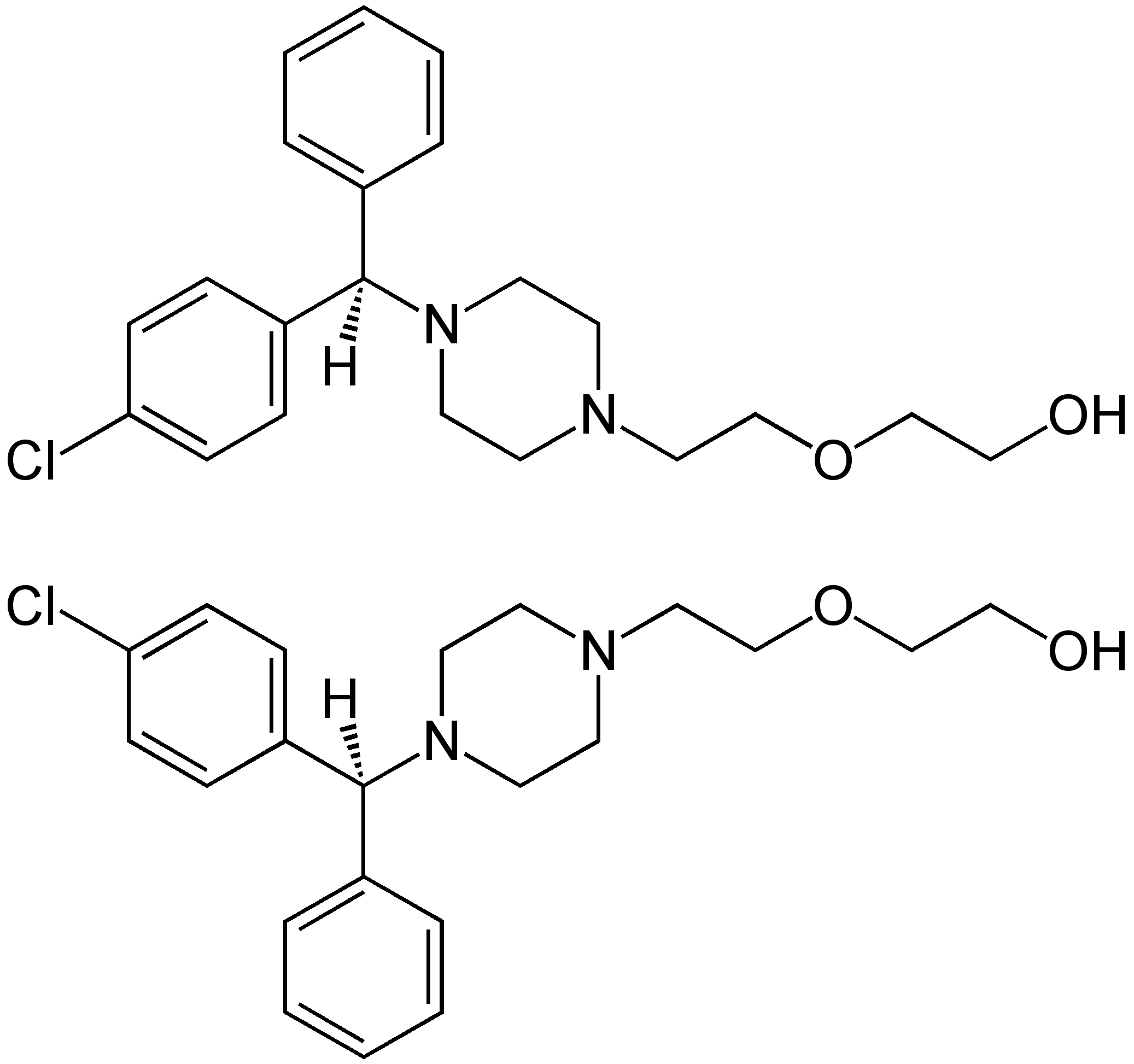
Hydroxizin.

Hydroxizin (i form av hydroxizinhydroklorid) är ett klådstillande och milt lugnande/ångestdämpande läkemedel av typen difenylmetylpiperazinderivat. Varunamn i Sverige och de flesta andra länder är Atarax. Även Vistaril är ett varunamn för hydroxizin producerat av det belgiska läkemedelsföretaget Roerig.
Hydroxizin syntetiserades för första gången 1956 av Union Chimique Belge och introducerades samma år på marknaden i USA av Pfizer.

## Verkningssätt
Läkemedlet är en selektiv antagonist till Histamin H1-receptorn. Denna receptor spelar en roll vid hösnuva (rinit), många sorters klåda och andra typer av allergiska reaktioner. H1-receptorer förekommer även i centrala nervsystemet, vilket förklarar varför hydroxizin och andra antihistaminer som verkar på dessa receptorer även har en ångestdämpande och sedativ effekt. Hydroxizin är till skillnad från bensodiazepiner och barbiturater inte beroendeframkallande.

## Biverkningar
Vanliga biverkningar är trötthet, sömnighet, dåsighet och muntorrhet. Dessa biverkningar tenderar att klinga av eller minska med tiden. Övriga biverkningar är tremor, huvudvärk, retlighet och mardrömmar. Rubbningar i hjärtrytmen förekommer sällsynt, varför hydroxizin ska användas med försiktighet hos personer med hjärtsjukdom eller elektrolytrubbningar. Samtidig behandling med neuroleptika (undantaget fentiazinderivat) rekommenderas ej.
Halveringstiden beräknas till cirka 11 timmar men effekten kan fortfarande kännas av 16 till 24 timmar efter intag.